# Emilio Osorio
Emilio Osorio Marcos (Cidade do México, 25 de novembro de 2002) é ator mexicano. Emilio é filho do produtor de novelas Juan Osorio e da atriz Niurka Marcos.

## Carreira
Osorio estreou como ator em 2013 na telenovela, Porque el amor manda, onde também mostrou seu talento em cantar e dançar.  
Em 2014, ele teve seu papel de destaque na telenovela Mi corazón es tuyo onde ele interpretou Sebastián Lascurain, um dos sete filhos do personagem de Jorge Salinas. Osorio também participou do teatro musical de Mi corazón es tuyo.
Em 2015, ele teve um papel na série Como dice el dicho interpretando Ramón no episódio "No juzgues a tus semejantes".
Em 2016 Osorio se juntou ao elenco de Sueño de amor. Em 2017 estrelou a telenovela Mi marido tiene familia ao lado de Daniel Arenas, Zuria Vega e Silvia Pinal.

## Filmografia

### Televisão
| Ano       | Título                       | Papel                                     |
| --------- | ---------------------------- | ----------------------------------------- |
| 2025      | Amanecer                     | Tonatiuh "Tona" Carranza                  |
| 2024      | El amor no tiene receta      | Ele mismo                                 |
| 2023      | El amor invencible           | Ele mismo                                 |
| 2022      | El último rey                | Alejandro "Alex" Fernández Abarca (joven) |
| 2021      | ¿Qué le pasa a mi familia?   | Eduardo "Lalo" Rueda Torres / Ele mesmo   |
| 2020      | Soltero con hijas            | Ele mesmo                                 |
| 2019      | El corazón nunca se equivoca | Aristóteles "Aris" Córcega Casteñada      |
| 2017-2019 | Mi marido tiene familia      | Aristóteles "Aris" Córcega Casteñada      |
| 2016      | Sueño de amor                | Enrique "Kiko" Gallo Pérez                |
| 2015      | Como dice el dicho           | Ramón                                     |
| 2014–2015 | Mi corazón es tuyo           | Sebastián "Sebas" Lascuráin Díez          |
| 2013      | Porque el amor manda         | Quico Cárdenas                            |

## Prêmios
| Ano  | Prêmio                    | Categoria           | Trabalho                    | Resultado |
| ---- | ------------------------- | ------------------- | --------------------------- | --------- |
| 2015 | Kids Choice Awards México | Revelação Favorita  | Mi corazón es tuyo          | Indicado  |
| 2019 | Prêmios TVyNovelas        | Melhor ator juvenil | Mi marido tiene más familia | Indicado  |